# Loving the Alien (1983-1988)
Loving the Alien (1983–1988) è un cofanetto box set del cantautore britannico David Bowie pubblicato il 12 ottobre 2018.
Il cofanetto, quarto nella serie retrospettiva dedicata alla carriera di Bowie, è principalmente incentrato sul periodo del maggior successo commerciale di Bowie negli anni ottanta, dal 1983 al 1988, ed include undici compact disc o quindici LP in vinile a seconda dell'edizione scelta. Esclusiva del box set sono Never Let Me Down 2018, una nuova versione rielaborata e remixata dell'album del 1987, Dance, una raccolta 
di 12" precedentemente pianificata ma scartata, e gli album dal vivo relativi ai tour Serious Moonlight e Glass Spider rispettivamente del 1983 e 1987. Il cofanetto include inoltre Re:Call 4, una compilation di singoli non estratti da album, brani tratti da colonne sonore, versioni alternative, B-side e rarità del periodo.
Infine, il box set contiene versioni completamente rimasterizzate degli album Let's Dance (1983), Tonight (1984) e Never Let Me Down (1987).

## Tracce

### Let's Dance(2018 remaster)
1. Modern Love – 4:46
2. China Girl – 5:32  (Bowie, Iggy Pop)
3. Let's Dance – 7:38
4. Without You – 3:08
5. Ricochet – 5:14
6. Criminal World – 4:25  (Peter Godwin, Duncan Browne, Sean Lyons)
7. Cat People (Putting Out Fire) – 5:09  (Bowie, Giorgio Moroder)
8. Shake it – 3:49

### Serious Moonlight (Live '83)
1. Look Back in Anger - 3:07
2. "Heroes" - 5:09
3. What in the World - 3:44
4. Golden Years - 3:31
5. Fashion - 2:43
6. Let's Dance - 4:34
7. Breaking Glass - 3:00
8. Life on Mars? - 4:07
9. Sorrow - 2:49
10. Cat People (Putting Out Fire) - 4:20
11. China Girl - 5:27
12. Scary Monsters (And Super Creeps) - 3:42
13. Rebel Rebel - 2:24
14. White Light/White Heat - 5:36
15. Station to Station - 8:58
16. Cracked Actor - 3:58
17. Ashes to Ashes - 3:51
18. Space Oddity - 6:32
19. Young Americans - 5:25
20. Fame - 5:36
21. Modern Love - 3:54

### Tonight(2018 remaster)
1. Loving the Alien (Bowie) - 7:07
2. Don't Look Down (Iggy Pop/James Williamson) - 4:08
3. God Only Knows (Brian Wilson/Tony Asher) - 3:04
4. Tonight (feat. Tina Turner) (Bowie/Pop) - 3:42
5. Neighborhood Threat (Bowie/Pop) - 3:10
6. Blue Jean - (Bowie) - 3:09
7. Tumble and Twirl (Bowie/Pop) - 4:56
8. I Keep Forgetting' (Jerry Leiber/Mike Stoller) - 2:32
9. Dancing with the Big Boys (feat. Iggy Pop) (Bowie/Pop/Carlos Alomar) - 3:32

### Never Let Me Down(2018 remaster)
1. Day-In Day-Out – 4:38 (David Bowie)
2. Time Will Crawl – 4:18 (David Bowie)
3. Beat of Your Drum – 4:32 (David Bowie)
4. Never Let Me Down – 4:03 (testo: David Bowie – musica: Carlos Alomar)
5. Zeroes – 5:46 (David Bowie)

1. Glass Spider – 4:56 (David Bowie)
2. Shining Star (Makin' My Love) – 4:05 (David Bowie)
3. New York's In Love – 3:55 (David Bowie)
4. '87 And Cry – 3:53 (David Bowie)
5. Too Dizzy – 3:58 (testo: David Bowie – musica: Erdal Kızılçay)
6. Bang Bang – 4:02 (testo: Iggy Pop – musica: Ivan Kral)

### Never Let Me Down 2018
1. Day-In Day-Out - 5:26
2. Time Will Crawl - 4:26
3. Beat of your Drum - 5:27
4. Never Let Me Down - 4:26
5. Zeroes - 5:06
6. Glass Spider - 6:53
7. Shining Star (Makin' My Love) - 5:32
8. New York's in Love - 4:33
9. '87 and Cry - 4:25
10. Bang Bang - 4:42

### Glass Spider (Live Montreal '87)
1. Up the Hill Backwards - 3:51
2. Glass Spider - 5:55
3. Day-In Day-Out - 4:34
4. Bang Bang - 4:02
5. Absolute Beginners - 7:08
6. Loving the Alien - 7:14
7. China Girl - 4:55
8. Rebel Rebel - 3:30
9. Fashion - 5:04
10. Scary Monsters (And Super Creeps) - 4:52
11. All the Madmen - 6:39
12. Never Let Me Down - 3:56
13. Big Brother - 4:47
14. '87 and Cry - 4:07
15. "Heroes" - 5:10
16. Sons of the Silent Age - 3:10
17. Time Will Crawl - 5:23
18. Young Americans - 5:06
19. Beat of Your Drum - 4:37
20. The Jean Genie - 5:23
21. Let's Dance - 5:01
22. Fame - 7:05
23. Time - 5:11
24. Blue Jean - 3:26
25. Modern Love - 4:53

### Dance
1. Shake It - 5:21
2. Blue Jean - 5:20
3. Dancing with the Big Boys - 7:31
4. Tonight - 4:31
5. Don't Look Down - 4:55
6. Loving the Alien - 7:15
7. Tumble and Twirl - 5:05
8. Underground - 7:54
9. Day-In Day-Out - 6:28
10. Time Will Crawl - 5:34
11. Shining Star (Makin' My Love) - 6:27
12. Never Let Me Down - 6:02

### Re:Call 4
1. Let's Dance - 4:09
2. China Girl - 4:17
3. Modern Love - 3:59
4. This Is Not America - 3:51
5. Loving the Alien - 4:43
6. Don't Look Down - 4:06
7. Dancing in the Street - 3:11
8. Absolute Beginners - 8:04
9. That's Motivation - 4:19
10. Volare - 3:15
11. Labyrinth Opening Titles/Underground - 3:21
12. Magic Dance - 4:12
13. As the World Falls Down - 4:50
14. Within You - 3:29
15. Underground - 5:57
16. When the Wind Blows - 3:35
17. Day-In Day-Out - 4:14
18. Julie - 3:34
19. Beat of Your Drum - 4:32
20. Glass Spider - 4:56
21. Shining Star (Makin' My Love) - 4:05
22. New York's in Love - 3:55
23. '87 and Cry - 3:53
24. Bang Bang - 4:03
25. Time Will Crawl - 4:03
26. Girls - 5:34
27. Never Let Me Down - 3:59
28. Bang Bang - 4:07
29. Tonight - 4:19
30. Let's Dance - 3:25